# Lights Out (Antimatter)
Lights Out è il secondo album in studio del gruppo musicale britannico Antimatter, pubblicato nel 2003.

## Tracce
1. Lights Out – 4:05
2. Everything You Know Is Wrong – 4:03
3. The Art of a Soft Landing – 4:29
4. Expire – 7:59
5. In Stone – 7:49
6. Reality Clash – 7:45
7. Dream – 5:54
8. Terminal – 7:43

## Formazione
- Duncan Patterson - basso, chitarre, tastiere, programmazioni, voce
- Michael Moss - basso, chitarre, tastiere, voce
- Hayley Windsor - voce (1-3)
- Michelle Richfield - voce (4,5,7)